# كريستوفر بيترسون
كريستوفر بيترسون (بالإنجليزية: Christopher Peterson)‏ هو عالم نفس وبروفيسور أمريكي، ولد في 18 فبراير 1950، وتوفي في 9 أكتوبر 2012.

## مقالات ذات صلة
- تقييم نقاط القوة الفعلية